# Мисси-ле-Пьерпон
Мисси́-ле-Пьерпо́н (фр. Missy-lès-Pierrepont) — коммуна во Франции, находится в регионе Пикардия. Департамент коммуны — Эна. Входит в состав кантона Гиньикур. Округ коммуны — Лан.
Код INSEE коммуны — 02486.

## Население
Население коммуны на 2010 год составляло 114 человек.
| 1962 | 1968 | 1975 | 1982 | 1990 | 1999 | 2010 |
| ---- | ---- | ---- | ---- | ---- | ---- | ---- |
| 161  | 161  | 120  | 116  | 89   | 95   | 114  |

## Экономика
В 2010 году среди 65 человек трудоспособного возраста (15—64 лет) 50 были экономически активными, 15 — неактивными (показатель активности — 76,9 %, в 1999 году было 76,5 %). Из 50 активных жителей работали 46 человек (26 мужчин и 20 женщин), безработных было 4 (1 мужчина и 3 женщины). Среди 15 неактивных 9 человек были учениками или студентами, 1 — пенсионером, 5 были неактивными по другим причинам.